# Первинний радар

Принцип роботи первинного радара

Первинний радар або первинний радар спостереження (англ. Primary Surveillance Radar, PSR) — це звичайний радарний сенсор, що опромінює великий сектор простору електромагнітною хвилею та виявляє відбиті від цілей хвилі. Термін стосується радарів, які використовуються для виявлення й локалізації потенційно некооперативних цілей. Він застосовується, зокрема, в управлінні повітряним рухом, де є альтернативою до вторинного радара, який приймає додаткову інформацію від транспондера цілі.
Такий радар має низьку вертикальну роздільну здатність, але хорошу горизонтальну. Він швидко сканує 360 градусів навколо точки розташування по одному куту піднесення. Таким чином, він точно вимірює дальність та радіальну швидкість цілі, але для визначення висоти та істинної швидкості часто потрібен один або кілька додаткових радарів.
Перевагою первинного радара є те, що на борту повітряного судна не потрібно встановлювати спеціальне обладнання для його виявлення. Крім того, такий радар можна використовувати для спостереження за рухом наземних транспортних засобів. Недоліком є те, що безпосередньо неможливо визначити ідентифікацію або висоту цілі. Крім того, для роботи необхідні потужні передавачі, що обмежує його використання.

## Опис
Робота первинного радара базується на принципі ехолокації. Електромагнітні імпульси високої потужності, які випромінює антена радара, формуються у вузький фронт хвилі, що поширюється зі швидкістю світла (300 000 км/с). Хвиля відбивається від літака й знову приймається антеною, що обертається навколо власної осі. Первинний радар виявляє всі повітряні судна без відбору — незалежно від наявності або відсутності транспондера.
Оператор чує сигнали від усіх відбиттів, тому передавання та прийом відбуваються по черзі, постійно покриваючи простір на 360°. Таким чином, основна функція первинного радара — виявлення та визначення координат цілей шляхом реєстрації корисного сигналу.
Вимірювання, які виконує первинний радар:
- відстань D — за часом проходження хвилі до цілі та назад;
- кут θ — за положенням спрямованої антени по азимуту;
- радіальна швидкість — за допомогою ефекту Доплера.

Можна сказати, що радар визначає положення літака на чверті кола у вертикальній площині, але не може точно визначити його висоту, якщо використовується віялоподібна антена (fan-beam antenna). У такому випадку висоту можна визначити шляхом триангуляції за допомогою кількох радарів. Проте якщо використовується 3D-радар, ця інформація визначається завдяки діаграмі спрямованості типу cosecant squared або скануванню під різними кутами за допомогою олівцевого променя (pencil beam).

## Застосування
Швидкий розвиток радарних технологій у роки війни мав очевидне застосування в управлінні повітряним рухом (ATC), оскільки забезпечував безперервний нагляд за розташуванням повітряних суден. Точне знання позицій літаків дозволяло зменшити стандартні процедурні інтервали між ними, що, у свою чергу, сприяло значному підвищенню ефективності авіаційної системи.
Такий тип радара (нині званий первинним радаром) здатен виявляти та повідомляти про положення будь-яких об’єктів, що відбивають передані радіосигнали — залежно від конструкції це можуть бути літаки, птахи, погодні утворення або елементи рельєфу. Для диспетчерського управління це має як переваги, так і недоліки. Цілі не потребують жодної кооперації — достатньо, щоб вони перебували в зоні дії радара й могли відбивати радіохвилі. Проте радар повідомляє лише про місцезнаходження об'єктів, але не ідентифікує їх.
Коли первинний радар був єдиним доступним типом радара, зіставлення окремих радіолокаційних відгуків із конкретними літаками зазвичай здійснювалося диспетчером шляхом спостереження за цілеспрямованими маневрами (поворотом) літака. Сьогодні первинні радари й досі використовуються в УПР як резервна або допоміжна система до вторинного радара, хоча зона покриття та обсяг інформації в них є обмеженішими.

## Регулювання
Згідно зі статтею 1.101 Міжнародного союзу електрозв'язку (ITU) у Радіорегламенті ITU (RR), термін «радар» визначено так:
Радіовизначальна система, яка базується на порівнянні опорних сигналів із радіосигналами, відбитими від положення, що підлягає визначенню. Кожна радіовизначальна система класифікується за тією радіозв'язковою службою, в якій вона функціонує постійно або тимчасово. Типові застосування радара належать до служби радіолокації або служби супутникової радіолокації.